# Casa-fàbrica Giraudier
La casa-fàbrica Giraudier és un edifici situat al carrer dels Còdols, 5 de Barcelona, que actualment forma part d'una finca catalogada com a bé cultural d'interès local.

## Història i descripció
El 1816, l'adroguer i fabricant de licors Baltasar Giraudier, natural de Lió, era establert al carrer dels Escudellers, i el 1819 es va associar amb el fabricant de productes químics François Cros Dupuy, de Montpeller, sota la raó social Francesc Cros, Giraudier i Cia, amb fàbrica a Sants i despatx a la seva botiga. El propietari de la casa era el terrisser Josep Usich i Martí, que tenia una altra als carrers dels Còdols i de la Rosa que amenaçava ruïna, i l'agost del 1830, l'Ajuntament de Barcelona n'ordenà l'enderrocament. En no tenir prou diners per a reedificar-la, l'any següent va establir-la en emfiteusi a Giraudier, que va fer agnició de bona fe de la meitat del solar (actual núm. 7) al mestre de cases Pau Cortès, i ambdós van demanar permís per a construir-hi sengles edificis, segons el projecte del mestre d'obres Josep Nolla.
El núm. 5 era un edifici de planta baixa, un pis i golfes, on el 1835 el seu fill Antoni Giraudier i Perod (casat el 1825 amb Maria Monteis i Pla, filla del tintoter de cotó Josep Monteis) hi establiria la primera fàbrica de «puntes de París» de tot Catalunya. El 1855, Antoni Giraudier vengué la propietat per 3.000 duros a la seva veïna Maria dels Àngels Olivas i de Pomareda, que el 1859 va demanar permís per a reformar la façana i remuntar-hi dos pisos, segons el projecte del mestre d'obres Felip Ubach. Aquesta darrera estava casada amb l'advocat Manuel Gibert i Sans i ambdues famílies es van emparentar pel matrimoni de Joaquim Gibert i Olivas amb Claudina Giraudier i Monteis.
El 1895, el llauner Joan Bartolí (†1923) va demanar permís per a instal·lar un motor de gas d'1 CV al seu taller de lampisteria dels baixos, segons el projecte del mestre d'obres Ramon Ribera, i novament el 1899 per a substituir-lo per un d'elèctric, així com la legalització d'una forja amb la corresponent xemeneia.

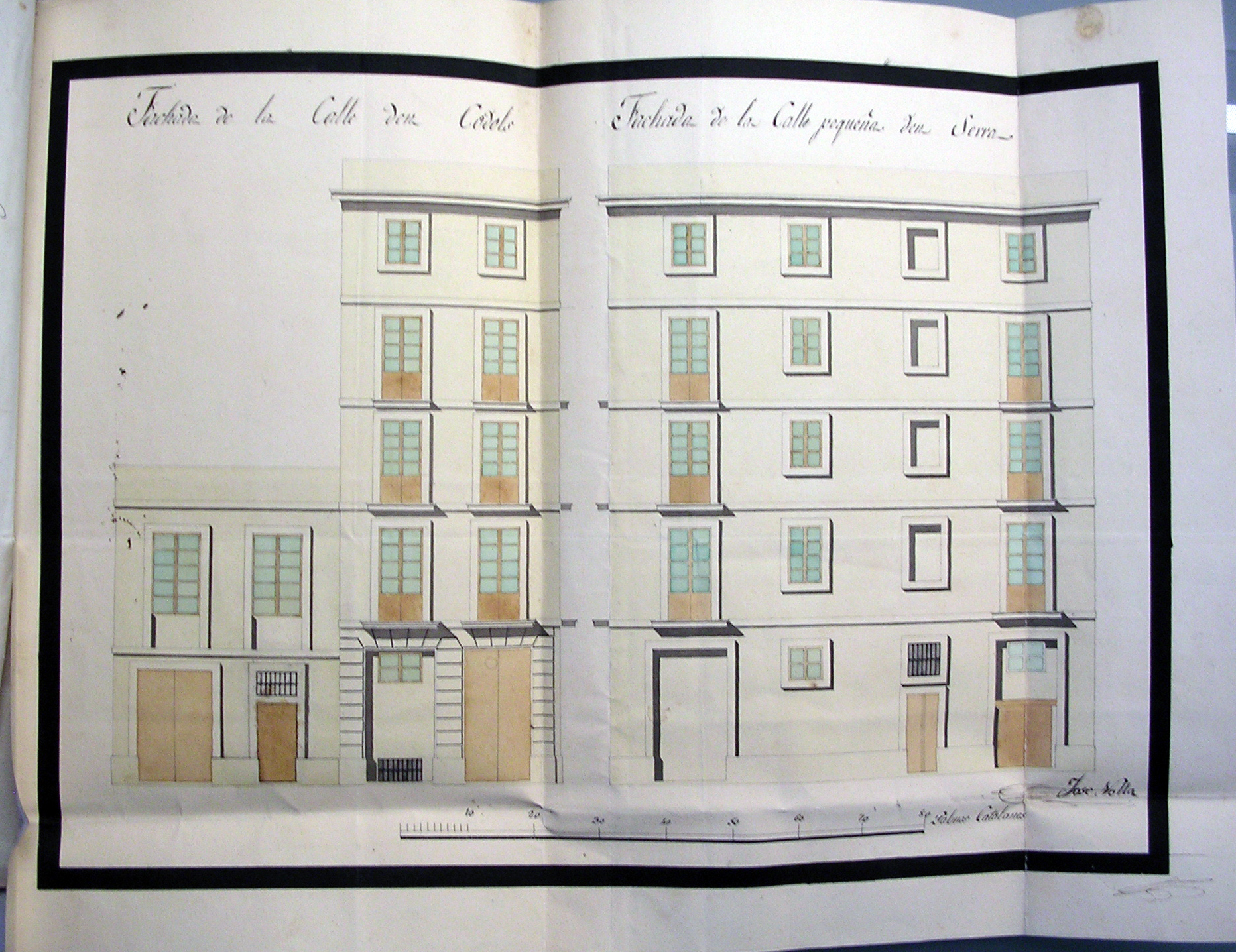
Façanes de les cases de Baltasar Giraudier (esquerra) i Pau Cortès (dreta)

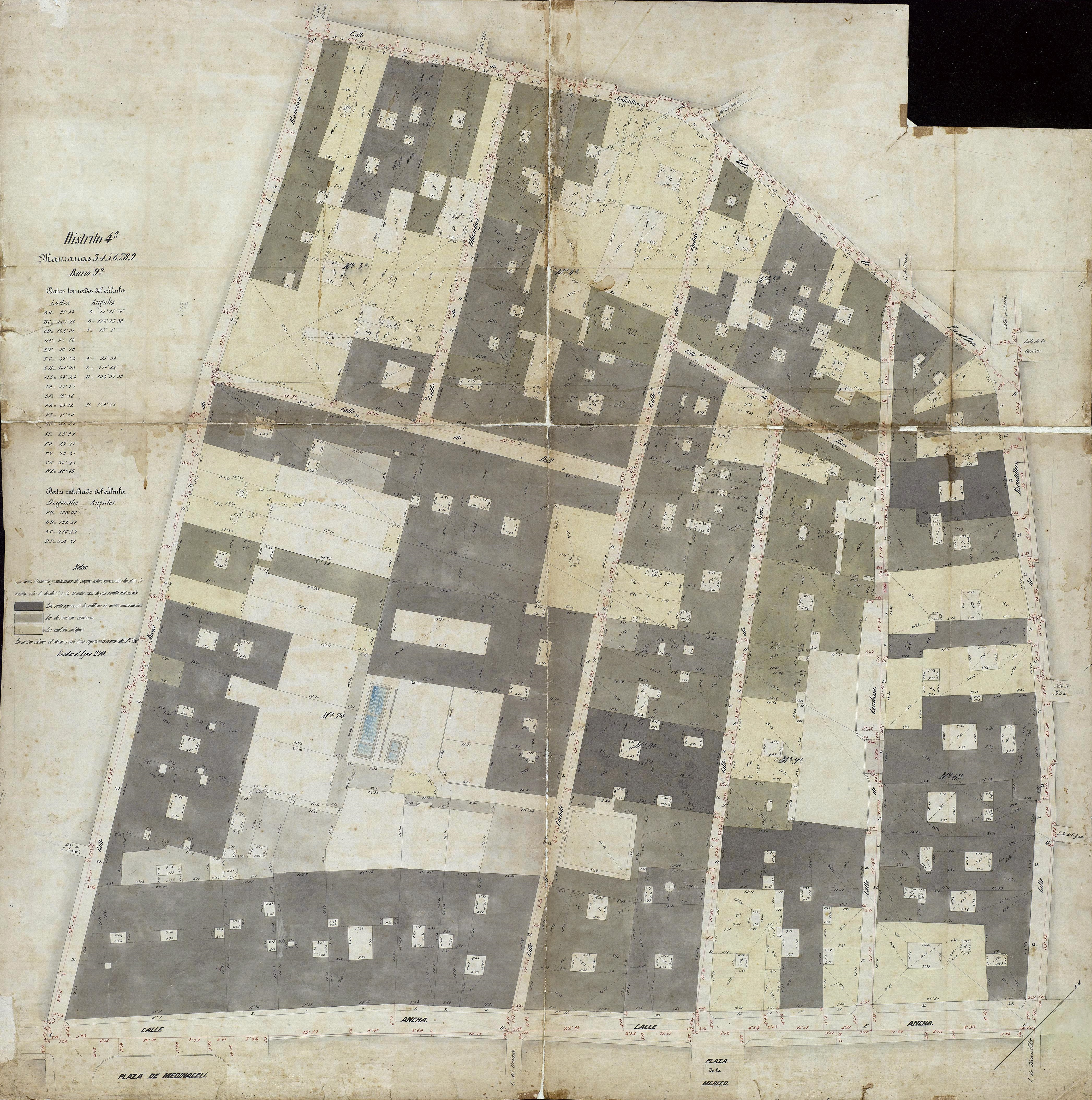
Quarteró núm. 113 de Garriga i Roca (c. 1860)